# Rosdorf (Holstein)
Rosdorf település Németországban, Schleswig-Holstein tartományban. Lakosainak száma 335 fő (2023. december 31.).

## Népesség
A település népességének változása:
| Lakosok száma | 362  | 375  | 365  | 359  | 370  | 335  |
|               | 1975 | 2017 | 2019 | 2021 | 2022 | 2023 |